# Élections cantonales de 2011 dans les Côtes-d'Armor
Les élections cantonales ont eu lieu les 20 et 27 mars 2011.

## Contexte départemental

### Assemblée départementale sortante
Avant les élections, le Conseil général des Côtes-d'Armor est présidé par Claudy Lebreton (PS). Il comprend 52 conseillers généraux issus des 52 cantons des Côtes-d'Armor. 26 d'entre eux sont renouvelables lors de ces élections.
| Parti                             | Sigle | Élus |
| --------------------------------- | ----- | ---- |
| Majorité (41 sièges)              |       |      |
| Parti socialiste                  | PS    | 32   |
| Divers gauche                     | DVG   | 5    |
| Parti communiste français         | PCF   | 4    |
| Opposition (11 sièges)            |       |      |
| Union pour un mouvement populaire | UMP   | 7    |
| Divers droite                     | DVD   | 2    |
| Mouvement démocrate               | MoDem | 1    |
| Sans étiquette                    | SE    | 1    |
| Président du conseil général      |       |      |
| Claudy Lebreton (PS)              |       |      |

## Résultats à l'échelle du département

### Résultats en nombre de voix
| Partis         | Partis                                      | Premier tour | Premier tour | Second tour | Second tour | Sièges |
| Partis         | Partis                                      | Voix         | %            | Voix        | %           | Sièges |
| -------------- | ------------------------------------------- | ------------ | ------------ | ----------- | ----------- | ------ |
|                | Parti socialiste                            | 39 864       | 34,89        | 38 772      | 46,47       | 16     |
|                | Divers gauche                               | 5 925        | 5,19         | 1 357       | 1,63        | 2      |
|                | Europe Écologie Les Verts                   | 12 089       | 10,58        | 7 635       | 9,15        | 1      |
|                | Front de gauche - Parti communiste français | 9 980        | 8,74         |             |             | 1      |
| Gauche         | Gauche                                      | 71 480       | 62,56        | 47 764      | 57,25       | 20     |
|                |                                             |              |              |             |             |        |
|                | Union pour un mouvement populaire           | 22 668       | 19,84        | 18 073      | 21,66       | 2      |
|                | Divers droite                               | 11 321       | 9,9          | 12 770      | 15,30       | 4      |
|                | Nouveau Centre                              | 2 072        | 1,81         | 2 558       | 3,07        | 0      |
|                | MoDem                                       | 1 362        | 1,19         | 2 272       | 2,72        | 0      |
| Droite         | Droite                                      | 37 889       | 33,16        | 35 679      | 42,76       | 6      |
|                |                                             |              |              |             |             |        |
|                | Front national                              | 4 892        | 4,28         |             |             |        |
|                |                                             |              |              |             |             |        |
| Inscrits       | Inscrits                                    | 230 240      | 100,00       | 170 000     | 100,00      |        |
| Abstentions    | Abstentions                                 | 195 605      | 48,34        | 180 533     | 48,13       |        |
| Votants        | Votants                                     | 119 099      | 51,66        | 88 187      | 51,87       |        |
| Blancs et nuls | Blancs et nuls                              | 4 840        | 4,06         | 4 750       | 5,39        |        |
| Exprimés       | Exprimés                                    | 114 259      | 95,94        | 83 437      | 94,61       |        |

### Résultats en nombre de sièges
| Parti | Sièges mis en jeu | Élus | Évolution |
| ----- | ----------------- | ---- | --------- |
| PS    | 19                | 16   | -3        |
| DVG   | 2                 | 2    | =         |
| PCF   | 2                 | 1    | -1        |
| EELV  | 0                 | 1    | +1        |
| DVD   | 1                 | 4    | +3        |
| MoDem | 1                 | 0    | -1        |
| UMP   | 1                 | 2    | +1        |

### Assemblée départementale à l'issue des élections
| Parti                             | Sigle | Élus |
| --------------------------------- | ----- | ---- |
| Majorité (38 sièges)              |       |      |
| Parti socialiste                  | PS    | 29   |
| Divers gauche                     | DVG   | 5    |
| Parti communiste français         | PCF   | 3    |
| Europe Écologie Les Verts         | EELV  | 1    |
| Opposition (14 sièges)            |       |      |
| Union pour un mouvement populaire | UMP   | 8    |
| Divers droite                     | DVD   | 5    |
| Sans étiquette                    | SE    | 1    |
| Président du conseil général      |       |      |
| Claudy Lebreton (PS)              |       |      |

## Résultats par canton

### Canton de Bourbriac

Résultats par commune des élections cantonales de 2011 dans le canton de Bourbriac.
René Le Lepvrier (plus de 50 %, puis plus de 65 %)
René Le Lepvrier (entre 45 et 50 %, puis entre 55 et 60 %)
René Le Lepvrier (entre 40 et 45 %, puis entre 50 et 55 %)
Valérie Garcia (entre 45 et 50 %)
Valérie Garcia (entre 40 et 45 %)

Ces élections à Bourbriac sont marquées par le retrait du conseiller sortant, le maire socialiste élu au Sénat en 2008, Yannick Botrel, qui était élu au département depuis 1992. Il soutient activement le candidat socialiste, René Le Lepvrier, conseiller municipal depuis 1983 de Bourbriac et adjoint depuis 1990, suppléé par Yolande Barbedette, maire de Plésidy. Face à René Le Lepvrier, les prétendants ne sont pas aussi nombreux qu'en 2004 où Yannick Botrel avait fait face à cinq opposants. Parmi ses trois adversaires, on compte notamment la candidate de droite, la conseillère régionale UMP Valérie Garcia, dont la famille est en partie originaire de Kerien. Ce sont ces deux candidats qui arrivent largement en tête du premier tour, Valérie Garcia stabilise le score de la droite de 2004 à 30 % malgré 100 voix perdues mais c'est René Le Lepvrier qui encaisse la plus grande perte pour son camp et le PS perd 600 voix par rapport à 2004 et ne garde pas cette fois le canton dès le premier tour. Toutefois, le reste de la gauche progresse et compense cette perte en partie, d'environ 200 voix. Le militant communiste de Senven-Léhart, Jean-Marie Le Braun fait gagner 50 voix à son camp tandis que l'écologiste Jean-François Bougennec, ancien conseiller municipal de Saint-Servais, obtient 270 voix. Le second tour ne réserve aucune surprise dans ce canton ancré à gauche et René Le Lepvrier est largement élu même si on peut noter la progression de Valérie Garcia qui dépasse ainsi de 50 voix le résultat de 2004. 
| Candidats      | Candidats                | Étiquette      | Premier tour | Premier tour | Second tour | Second tour |
| Candidats      | Candidats                | Étiquette      | Voix         | %            | Voix        | %           |
| -------------- | ------------------------ | -------------- | ------------ | ------------ | ----------- | ----------- |
|                | René Le Lepvrier         | PS             | 919          | 47,99        | 1 229       | 62,99       |
|                | Valérie Garcia           | UMP            | 589          | 30,76        | 722         | 37,01       |
|                | Jean-François Bouguennec | EÉLV-UDB       | 270          | 14,10        |             |             |
|                | Jean-Marie Le Buan       | FG (PCF)       | 137          | 7,15         |             |             |
|                |                          |                |              |              |             |             |
| Inscrits       | Inscrits                 | Inscrits       | 3 470        | 100,00       | 3 470       | 100,00      |
| Abstentions    | Abstentions              | Abstentions    | 1 451        | 41,82        | 1 373       | 39,57       |
| Votants        | Votants                  | Votants        | 2 019        | 58,18        | 2 097       | 60,43       |
| Blancs et nuls | Blancs et nuls           | Blancs et nuls | 104          | 5,15         | 146         | 6,96        |
| Exprimés       | Exprimés                 | Exprimés       | 1 915        | 94,85        | 1 951       | 93,04       |

### Canton de Châtelaudren

Résultats par commune des élections cantonales de 2011 dans le canton de Châtelaudren.
Yves-Jean Le Coqû (plus de 50 %, puis plus de 65 %)
Yves-Jean Le Coqû (entre 45 et 50 %, puis entre 55 et 60 %)
Yves-Jean Le Coqû (entre 40 et 45 %, puis entre 50 et 55 %)
Yves-Jean Le Coqû (entre 35 et 40 % au premier tour)
Roland Briand (entre 45 et 50 % au premier tour)
Roland Briand (entre 50 et 55 % au second tour)

Le canton de Châtelaudren a décidé de rejouer avec beaucoup de similitudes les cantonales de 2004. Les trois mêmes candidats qu'en 2004, le même ordre d'arrivée aux deux tours. Quelques différences : Jean-Yves Le Coqû est donc cette fois le sortant, Roland Briand bénéficie du soutien d'Europe Écologie et de l'UDB et trois autres candidats s'étaient présentés en 2004. Jean-Yves Le Coqû arrive ainsi largement en tête du premier tour face à une gauche certes divisée mais majoritaire. L'abstention fait perdre 150 voix aux deux candidats de tête tandis que Sylvie Colobert en perd 50. Sylvie Colobert se retire pour le second tour mais ne fait pas campagne pour Roland Briand, pour cause de divergences. Alors qu'en 2004, Roland Briand avait réussi à presque atteindre 49 % des voix, il ne parvient cette fois qu'à réunir presque 42 % des voix pour sa candidature, perdant dans plusieurs communes où il l'avait emporté en 2004, dont notamment le chef-lieu du canton, Châtelaudren,. Jean-Yves Le Coqû peut, lui, compter sur le soutien de Plélo, commune la plus peuplée du canton dont il est conseiller municipal, qui lui accorde à nouveau environ deux tiers de ses voix,. 
| Candidats      | Candidats           | Étiquette      | Premier tour | Premier tour | Second tour | Second tour |
| Candidats      | Candidats           | Étiquette      | Voix         | %            | Voix        | %           |
| -------------- | ------------------- | -------------- | ------------ | ------------ | ----------- | ----------- |
|                | Yves-Jean Le Coqû * | DVD            | 1 689        | 47,73        | 2 071       | 58,16       |
|                | Roland Briand       | EÉLV-UDB       | 997          | 28,32        | 1 490       | 41,84       |
|                | Sylvie Colobert     | PS             | 843          | 23,95        |             |             |
|                |                     |                |              |              |             |             |
| Inscrits       | Inscrits            | Inscrits       | 6 319        | 100,00       | 6 318       | 100,00      |
| Abstentions    | Abstentions         | Abstentions    | 2 708        | 42,85        | 2 582       | 40,87       |
| Votants        | Votants             | Votants        | 3 611        | 57,15        | 3 736       | 59,13       |
| Blancs et nuls | Blancs et nuls      | Blancs et nuls | 91           | 2,52         | 175         | 4,68        |
| Exprimés       | Exprimés            | Exprimés       | 3 520        | 97,48        | 3 561       | 95,32       |

*sortant

### Canton de Corlay

Résultats par commune des élections cantonales de 2011 dans le canton de Châtelaudren.
Jean Le Cam (plus de 65 %, puis plus de 60 %)
Jean Le Cam (entre 50 et 55 %, puis entre 55 et 60 %)
Jean Le Cam (entre 50 et 55 % au second tour)
Guy Quéré (entre 50 et 55 %, puis entre 60 et 65 %)
Guy Quéré (entre 55 et 60 % au second tour)
Gilles Thomas (entre 40 et 45 % au premier tour)

Le conseiller sortant est ici le maire socialiste de Saint-Mayeux, qui avait triomphé de peu en 2004 en faisant chuter le sortant d'alors, le maire UDF de Saint-Martin-des-Prés, Christian Le Riguier, qui était élu au département depuis 1985. Sept ans plus tard, on ne compte que trois candidats. Guy Quéré est candidat à un second mandat, tandis qu'à sa droite se présente un conseiller municipal centriste de Corlay, Jean Le Cam, suppléé par l'épouse de Christian Le Riquier, candidate à sa gauche le maire communiste de Plussulien, Gilles Thomas. Alors qu'on annonçait le scrutin plutôt en faveur de Guy Quéré, c'est finalement Jean Le Cam qui s'installe confortablement en tête du premier tour, frôlant la majorité absolue. Le centriste a pu profiter de l'absence, contrairement à 2004, du FN. Bien que Jean Le Cam perde une quarantaine de voix par rapport à Christian Le Riguier en 2004, les pertes sont bien plus importantes pour Guy Quéré qui perd environ 250 voix, même si cela est compensé en partie par le gain d'environ 150 voix pour les communistes par rapport à 2004. Gilles Thomas a notamment pu compter sur les électeurs de sa commune qui l'ont placé largement en tête. Malgré la majorité des voix de gauche au premier tour, Guy Quéré ne parvient pas à totalement combler son retard au second tour et est battu. 
| Candidats      | Candidats      | Étiquette      | Premier tour | Premier tour | Second tour | Second tour |
| Candidats      | Candidats      | Étiquette      | Voix         | %            | Voix        | %           |
| -------------- | -------------- | -------------- | ------------ | ------------ | ----------- | ----------- |
|                | Jean Le Cam    | M              | 786          | 48,55        | 916         | 52,22       |
|                | Guy Quéré      | PS             | 583          | 36,01        | 838         | 47,78       |
|                | Gilles Thomas  | FG (PCF)       | 250          | 15,44        |             |             |
|                |                |                |              |              |             |             |
| Inscrits       | Inscrits       | Inscrits       | 2 286        | 100,00       | 2 286       | 100,00      |
| Abstentions    | Abstentions    | Abstentions    | 633          | 27,69        | 499         | 21,83       |
| Votants        | Votants        | Votants        | 1 653        | 72,31        | 1 787       | 78,17       |
| Blancs et nuls | Blancs et nuls | Blancs et nuls | 34           | 2,06         | 33          | 1,85        |
| Exprimés       | Exprimés       | Exprimés       | 1 619        | 97,94        | 1 754       | 98,15       |

### Canton de Dinan-Ouest

Résultats par commune des élections cantonales de 2011 dans le canton de Dinan-Ouest.
André Calistri (plus de 65 %, puis plus de 80 %)
André Calistri (entre 55 et 60 %, puis entre 70 et 80 %)
André Calistri (entre 50 et 55 %, puis entre 60 et 70 %)
André Calistri (entre 40 et 50 %, puis entre 55 et 60 %)

Six ans et demi après l'élection partielle l'ayant mené au conseil général après le décès du leader de la gauche dinannaise,, Didier Morel, André Calistri brigue cette fois un mandat complet. Alors qu'en octobre 2004, l'adjoint au maire de Trélivan avait dû composer avec la candidature de candidats vert, communiste et divers gauche, André Calistri ne doit faire face à gauche qu'à la candidature de Christophe Ollivier, militant du POI venant d'Aucaleuc, et est officiellement soutenu par les Verts. Face aux deux candidats de gauche, deux candidats qui étaient déjà présents en mars 2004, mais pas en octobre. Lucien Laplanche, adjoint UMP au maire de Dinan, représente la droite tandis que l'extrême droite est à nouveau présente avec la candidate FN, Tiéphaine Marçais, également candidate, comme Christophe Ollivier, aux législatives de 2007 dans la 2ème circonscription.

Le canton affirme son ancrage à gauche avec une majorité et une écrasante avance pour André Calistri au premier tour. Il dépasse les 50 % des voix exprimées mais l'abstention l'empêche d'être élu dès le premier tour. Celle-ci affecte les deux principaux candidats de manière similaire, chacun perdant 900 à 1000 voix par rapport aux résultats de leur parti respectif en mars 2004. Toutefois, si on compare à l'élection partielle d'octobre 2004 où l'abstention atteignait 64 % des inscrits, André Calistri récupère une centaine de voix de plus par rapport à l'ensemble des voix de la gauche mais Lucien Laplanche perd environ 150 voix. Les seuls à progresser sont les plus petits candidats, Tiéphaine Marçais obtient 200 voix de plus par rapport à son résultat de mars 2004 et double presque son pourcentage tout comme Christophe Ollivier, qui fait progresser l'extrême gauche de 80 voix. Sans surprise, André Calistri domine largement Lucien Laplanche au second tour, arrive en tête dans chaque commune du canton et améliore même le score en pourcentage de Didier Morel. On note toutefois une abstention très importante qui fait perdre 2700 voix à la gauche et presque 1400 à Lucien Laplanche.
| Candidats      | Candidats           | Étiquette      | Premier tour | Premier tour | Second tour | Second tour |
| Candidats      | Candidats           | Étiquette      | Voix         | %            | Voix        | %           |
| -------------- | ------------------- | -------------- | ------------ | ------------ | ----------- | ----------- |
|                | André Calistri*     | PS             | 4 189        | 52,79        | 5 334       | 68,58       |
|                | Lucien Laplanche    | UMP            | 1 960        | 24,70        | 2 444       | 31,42       |
|                | Tiéphaine Marçais   | FN             | 1 211        | 15,26        |             |             |
|                | Christophe Ollivier | POI            | 575          | 7,25         |             |             |
|                |                     |                |              |              |             |             |
| Inscrits       | Inscrits            | Inscrits       | 19 139       | 100,00       | 19 139      | 100,00      |
| Abstentions    | Abstentions         | Abstentions    | 10 860       | 56,74        | 10 712      | 55,97       |
| Votants        | Votants             | Votants        | 8 279        | 43,26        | 8 427       | 44,03       |
| Blancs et nuls | Blancs et nuls      | Blancs et nuls | 344          | 4,16         | 649         | 7,70        |
| Exprimés       | Exprimés            | Exprimés       | 7 935        | 95,84        | 7 778       | 92,30       |

*sortant

### Canton d'Étables-sur-Mer

Résultats par commune des élections cantonales de 2011 dans le canton d'Étables-sur-Mer.
Loïc Raoult (plus de 60 %, puis plus de 75 %)
Loïc Raoult (entre 50 et 55 %, puis entre 60 et 65 %)
Loïc Raoult (entre 39,97 et 45 %, puis entre 50 et 55 %)

Après avoir fait basculer de justesse le canton à gauche en 1998 et l'avoir emporté largement en 2004, Loïc Raoult brigue en 2011 un troisième mandat. Le maire socialiste de Plourhan doit faire face à quatre candidats. Il retrouve ainsi la droite représentée par l'indépendante Francine Guyot, ancienne maire de Pludual et désormais résidente de Saint-Quay-Portrieux, le FN, représenté par le militant plésidien Gérard Guégan et les communistes qui ont choisi pour cette élection, un ancien adjoint au maire de Sarcelles, en région parisienne, Albert Wilkowsky. Enfin, contrairement à 2004, ne s'ajoutent pas deux candidats d'extrême gauche mais un candidat écologiste, Noël Pierre qui avait mené la liste de gauche aux élections municipales de 2001 à Binic.
Loïc Raoult prend une confortable avance dès le premier tour et obtient 20 points d'avance sur Francine Guyot. Mais les deux camps sont affectés par l'abstention qui concerne désormais un électeur sur deux : Loïc Raoult perd un peu moins de 800 voix quand la droite en perd près de 1000. Toutefois, le FN n'est pas concerné par cette fonte d'électorat et obtient même 80 voix de plus qu'en 2004. Gérard Guégan réussit ainsi l'objectif de dépasser les 9 % de la candidate d'extrême droite en 2004. Mais il n'atteint pas la troisième place et se fait dépasser de 27 voix par le candidat écologiste qui par ses 760 voix compense en grande partie les pertes de Loïc Raoult. Les communistes perdent, eux, environ 80 voix et ne convainquent manifestement pas les 300 électeurs d'extrême gauche en 2004. Sans surprise, Loïc Raoult l'emporte largement, améliorant légèrement son score de 2004 mais en perdant 1110 électeurs quand la droite en perd près de 800.
| Candidats      | Candidats        | Étiquette      | Premier tour | Premier tour | Second tour | Second tour |
| Candidats      | Candidats        | Étiquette      | Voix         | %            | Voix        | %           |
| -------------- | ---------------- | -------------- | ------------ | ------------ | ----------- | ----------- |
|                | Loïc Raoult*     | PS             | 2 579        | 44,86        | 3 484       | 63,67       |
|                | Francine Guyot   | DVD            | 1 406        | 24,46        | 1 988       | 36,33       |
|                | Noël Pierre      | EÉLV-UDB       | 760          | 13,22        |             |             |
|                | Gérard Guégan    | FN             | 733          | 12,75        |             |             |
|                | Albert Wilkowsky | FG (PCF)       | 271          | 4,71         |             |             |
|                |                  |                |              |              |             |             |
| Inscrits       | Inscrits         | Inscrits       | 11 916       | 100,00       | 11 916      | 100,00      |
| Abstentions    | Abstentions      | Abstentions    | 6 040        | 50,69        | 6 096       | 51,16       |
| Votants        | Votants          | Votants        | 5 876        | 49,31        | 5 820       | 48,84       |
| Blancs et nuls | Blancs et nuls   | Blancs et nuls | 127          | 2,16         | 348         | 5,98        |
| Exprimés       | Exprimés         | Exprimés       | 5 749        | 97,84        | 5 472       | 94,02       |

*sortant

### Canton d'Évran

Résultats par commune des élections cantonales de 2011 dans le canton d'Évran.
Michel Daugan (plus de 55 %, puis plus de 60 %)
Michel Daugan (entre 40 et 45 %, puis entre 55 et 60 %)
Michel Daugan (entre 50 et 55 % au second tour)
Jean-Louis Nogues (entre 65 et 70 %, puis entre 75 et 80 %)
Jean-Louis Nogues (entre 50 et 55 %, puis entre 55 et 60 %)
Jean-Louis Nogues (entre 35 et 40 %, puis entre 50 et 55 %)
Arnaud Carré (entre 60 et 65 % au premier tour)
Arnaud Carré (entre 50 et 55 % au premier tour)

Le premier fait notable de ces élections à Évran est le retrait du conseiller sortant, le socialiste Robert Nogues, élu pour la première fois au département en 1971. Alors que c'est l'oncle de ce dernier qui l'avait précédé, c'est cette fois son fils qui représente les socialistes pour lui succéder. Jean-Louis Nogues, maire-adjoint de Saint-André-des-Eaux, obtient le soutien du PS mais aussi des Verts, contrairement à son père en 2004 qui avait une candidate écologiste face à lui. Dans ce contexte, il obtient le soutien stratégique du maire écologiste de Saint-Juvat. Toutefois, Jean-Louis Nogues doit faire face à une candidature bien sérieuse à gauche, celle d'Arnaud Carré. Le maire radical de gauche du Quiou, Arnaud Carré, se présente avec pour suppléante, Marie-Annick Mauffrais, la maire du chef-lieu du canton, Évran. À droite, se présente seul le maire indépendant de Plouasne, Michel Daugan, qui n'aura pas, contrairement au candidat de la droite en 2004, d'opposant FN face à lui.

Le premier tour donne un résultat serré. Chaque candidat réussit à rallier les électeurs de sa commune : Jean-Louis Nogues obtient plus de 65 % à Saint-André, Michel Daugan près de 57 % à Plouasne et Arnaud Carré plus de 63 % au Quiou. Jean-Louis Nogues parvient à arriver en tête à Évran et aux Champs-Géraux, et grâce à cela, entre autres, en tête sur tout le canton. Toutefois, il perd près de 500 voix par rapport à son père au même stade en 2004, quand Michel Daugan n'en fait perdre que 180 à son camp. Arnaud Carré arrive troisième et obtient même la majorité absolue à Tréfumel, pourtant tenue par la droite. Il est en position de se maintenir mais se retire pour le second tour en ne donnant aucune consigne de vote. Alors que Michel Daugan ne disposait a priori d'aucune réserve de voix, il parvient à la surprise générale, à l'emporter sur Jean-Louis Nogues pour lequel le report des voix de gauche a très mal fonctionné. Michel Daugan parvient à obtenir une majorité à Tréfumel et au Quiou et obtient plus de 48 % à Évran. Malgré la progression de l'abstention, Michel Daugan obtient presque le même nombre de voix que le candidat de droite en 2004. On ne peut pas en dire autant de Jean-Louis Nogues qui obtient 550 voix de moins que son père. 
| Candidats      | Candidats         | Étiquette      | Premier tour | Premier tour | Second tour | Second tour |
| Candidats      | Candidats         | Étiquette      | Voix         | %            | Voix        | %           |
| -------------- | ----------------- | -------------- | ------------ | ------------ | ----------- | ----------- |
|                | Jean-Louis Nogues | PS             | 1 093        | 39,36        | 1 389       | 47,91       |
|                | Michel Daugan     | DVD            | 1 026        | 36,95        | 1 510       | 52,09       |
|                | Arnaud Carré      | PRG            | 658          | 23,69        |             |             |
|                |                   |                |              |              |             |             |
| Inscrits       | Inscrits          | Inscrits       | 4 717        | 100,00       | 4 717       | 100,00      |
| Abstentions    | Abstentions       | Abstentions    | 1 842        | 39,05        | 1 705       | 36,15       |
| Votants        | Votants           | Votants        | 2 875        | 60,95        | 3 012       | 63,85       |
| Blancs et nuls | Blancs et nuls    | Blancs et nuls | 98           | 3,41         | 113         | 3,75        |
| Exprimés       | Exprimés          | Exprimés       | 2 777        | 96,59        | 2 899       | 96,25       |

### Canton de Jugon-les-Lacs

Résultats par commune des élections cantonales de 2011 dans le canton de Jugon-les-Lacs (premier tour).
Claudy Lebreton (entre 65 et 70 %)
Claudy Lebreton (entre 60 et 65 %)
Claudy Lebreton (entre 55 et 60 %)

Le canton de Jugon-les-Lacs ne réserve pas de surprise pour ces élections de 2011. Terre d'élection depuis 1992 du président du conseil général, Claudy Lebreton, le canton est tenu par la gauche depuis 1967. Face au président de l'Assemblée des départements de France, se présentent seulement deux candidats, quand ils étaient quatre en 2004. En premier lieu, Hubert Jégu représente l'opposition départementale,. Depuis 2008, il mène le groupe d'opposition de droite au conseil municipal de Plénée-Jugon, commune dont Claudy Lebreton a par ailleurs été maire de 1977 à 2001. Le troisième candidat à se présenter est le communiste Gilles Besnard. Agriculteur à Plestan, le candidat est soutenu notamment par le sénateur-maire de Plénée-Jugon, Gérard Le Cam.

Claudy Lebreton est largement réélu dès le premier tour, à l'image de 2004. La progression de l'abstention lui fait perdre 200 voix mais gagner 5 points. Hubert Jégu obtient un score similaire au candidat UDF en 2004 malgré 150 voix en moins. Il n'aura pas particulièrement tiré profit de l'absence du FN qui avait gagné 250 voix en 2004. Le seul camp à progresser est celui des communistes qui gagnent une cinquantaine de voix. 
| Candidats      | Candidats        | Étiquette      | Premier tour | Premier tour |
| Candidats      | Candidats        | Étiquette      | Voix         | %            |
| -------------- | ---------------- | -------------- | ------------ | ------------ |
|                | Claudy Lebreton* | PS             | 2 107        | 61,32        |
|                | Hubert Jégu      | M              | 934          | 27,18        |
|                | Gilles Besnard   | FG (PCF)       | 395          | 11,50        |
|                |                  |                |              |              |
| Inscrits       | Inscrits         | Inscrits       | 6 097        | 100,00       |
| Abstentions    | Abstentions      | Abstentions    | 2 521        | 41,35        |
| Votants        | Votants          | Votants        | 3 576        | 58,65        |
| Blancs et nuls | Blancs et nuls   | Blancs et nuls | 140          | 3,91         |
| Exprimés       | Exprimés         | Exprimés       | 3 434        | 96,09        |

*sortant

### Canton de La Chèze
| Candidats      | Candidats          | Étiquette      | Premier tour | Premier tour | Second tour | Second tour |
| Candidats      | Candidats          | Étiquette      | Voix         | %            | Voix        | %           |
| -------------- | ------------------ | -------------- | ------------ | ------------ | ----------- | ----------- |
|                | Daniel Thomas      | DVD            | 1 955        | 49,85        | 2 200       | 51,83       |
|                | Jean-Yves Botherel | PS             | 1 831        | 46,69        | 2 045       | 48,17       |
|                | André Danger       | FG (PCF)       | 136          | 3,47         |             |             |
|                |                    |                |              |              |             |             |
| Inscrits       | Inscrits           | Inscrits       | 6 345        | 100,00       | 6 342       | 100,00      |
| Abstentions    | Abstentions        | Abstentions    | 2 340        | 36,88        | 2 001       | 31,55       |
| Votants        | Votants            | Votants        | 4 005        | 63,12        | 4 341       | 68,45       |
| Blancs et nuls | Blancs et nuls     | Blancs et nuls | 83           | 2,07         | 96          | 2,21        |
| Exprimés       | Exprimés           | Exprimés       | 3 922        | 97,93        | 4 245       | 97,79       |

### Canton de Langueux
| Candidats      | Candidats              | Étiquette      | Premier tour | Premier tour | Second tour | Second tour |
| Candidats      | Candidats              | Étiquette      | Voix         | %            | Voix        | %           |
| -------------- | ---------------------- | -------------- | ------------ | ------------ | ----------- | ----------- |
|                | Jean-Yves Lagadec      | PS             | 3 123        | 43,86        | 4 570       | 64,11       |
|                | Sylvie Guignard        | NC             | 2 072        | 29,10        | 2 558       | 35,89       |
|                | Jean-François Philippe | FG (PCF)       | 1 126        | 15,81        |             |             |
|                | Benoît Montagné        | UDB-EÉLV       | 800          | 11,23        |             |             |
|                |                        |                |              |              |             |             |
| Inscrits       | Inscrits               | Inscrits       | 17 990       | 100,00       | 17 987      | 100,00      |
| Abstentions    | Abstentions            | Abstentions    | 10 410       | 57,87        | 10 209      | 56,76       |
| Votants        | Votants                | Votants        | 7 580        | 42,13        | 7 778       | 43,24       |
| Blancs et nuls | Blancs et nuls         | Blancs et nuls | 459          | 6,06         | 650         | 8,36        |
| Exprimés       | Exprimés               | Exprimés       | 7 121        | 93,94        | 7 128       | 91,64       |

### Canton de Loudéac
| Candidats      | Candidats        | Étiquette      | Premier tour | Premier tour |
| Candidats      | Candidats        | Étiquette      | Voix         | %            |
| -------------- | ---------------- | -------------- | ------------ | ------------ |
|                | Gérard Huet*     | M              | 3 662        | 52,73        |
|                | Philippe Chevé   | PS             | 2 956        | 42,56        |
|                | Jean-Paul Launay | EÉLV-UDB       | 241          | 3,47         |
|                | Gilles Boulin    | FG (PG)        | 86           | 1,24         |
|                |                  |                |              |              |
| Inscrits       | Inscrits         | Inscrits       | 11 692       | 100,00       |
| Abstentions    | Abstentions      | Abstentions    | 4 605        | 39,39        |
| Votants        | Votants          | Votants        | 7 087        | 60,61        |
| Blancs et nuls | Blancs et nuls   | Blancs et nuls | 142          | 2,00         |
| Exprimés       | Exprimés         | Exprimés       | 6 945        | 98,00        |

*sortant

### Canton de Maël-Carhaix
| Candidats      | Candidats         | Étiquette      | Premier tour | Premier tour |
| Candidats      | Candidats         | Étiquette      | Voix         | %            |
| -------------- | ----------------- | -------------- | ------------ | ------------ |
|                | Joël Le Croisier* | PS             | 1 280        | 53,40        |
|                | Martine Tison     | UMP            | 467          | 19,48        |
|                | Hubert Herviou    | FG (PCF)       | 326          | 13,60        |
|                | Hervé Le Gall     | UDB-EÉLV       | 324          | 13,52        |
|                |                   |                |              |              |
| Inscrits       | Inscrits          | Inscrits       | 4 044        | 100,00       |
| Abstentions    | Abstentions       | Abstentions    | 1 498        | 37,04        |
| Votants        | Votants           | Votants        | 2 546        | 62,96        |
| Blancs et nuls | Blancs et nuls    | Blancs et nuls | 149          | 5,85         |
| Exprimés       | Exprimés          | Exprimés       | 2 397        | 94,15        |

*sortant

### Canton de Matignon
| Candidats      | Candidats           | Étiquette      | Premier tour | Premier tour |
| Candidats      | Candidats           | Étiquette      | Voix         | %            |
| -------------- | ------------------- | -------------- | ------------ | ------------ |
|                | Marie-Reine Tillon* | DVG            | 3 419        | 73,62        |
|                | Daniel Lucas        | FN             | 1 225        | 26,38        |
|                |                     |                |              |              |
| Inscrits       | Inscrits            | Inscrits       | 11 436       | 100,00       |
| Abstentions    | Abstentions         | Abstentions    | 5 914        | 51,71        |
| Votants        | Votants             | Votants        | 5 522        | 48,29        |
| Blancs et nuls | Blancs et nuls      | Blancs et nuls | 878          | 15,90        |
| Exprimés       | Exprimés            | Exprimés       | 4 644        | 84,10        |

*sortant

### Canton de Moncontour
| Candidats      | Candidats            | Étiquette      | Premier tour | Premier tour |
| Candidats      | Candidats            | Étiquette      | Voix         | %            |
| -------------- | -------------------- | -------------- | ------------ | ------------ |
|                | Jean-Jacques Bizien* | PS             | 2 375        | 53,33        |
|                | François Yu-Yeng     | M              | 1 230        | 27,62        |
|                | Simon Oizel          | UDB-EÉLV       | 450          | 10,11        |
|                | Roland Verde         | FG (PCF)       | 398          | 8,94         |
|                |                      |                |              |              |
| Inscrits       | Inscrits             | Inscrits       | 9 406        | 100,00       |
| Abstentions    | Abstentions          | Abstentions    | 4 764        | 50,65        |
| Votants        | Votants              | Votants        | 4 642        | 49,35        |
| Blancs et nuls | Blancs et nuls       | Blancs et nuls | 189          | 4,07         |
| Exprimés       | Exprimés             | Exprimés       | 4 453        | 95,93        |

*sortant

### Canton de Paimpol
| Candidats      | Candidats            | Étiquette      | Premier tour | Premier tour | Second tour | Second tour |
| Candidats      | Candidats            | Étiquette      | Voix         | %            | Voix        | %           |
| -------------- | -------------------- | -------------- | ------------ | ------------ | ----------- | ----------- |
|                | Jean-Claude Vitel    | DVD            | 1 992        | 28,06        | 3 586       | 48,43       |
|                | Éric Bothorel        | PS             | 1 746        | 24,59        | 3 818       | 51,57       |
|                | Jacques Mangold      | EÉLV-UDB       | 1 284        | 18,08        |             |             |
|                | Maxime Ango-Bonnefon | FN             | 774          | 10,90        |             |             |
|                | Annie Mobuchon       | DVD            | 623          | 8,78         |             |             |
|                | Guy Bouveau          | FG (PCF)       | 320          | 4,51         |             |             |
|                | Georges Lucas        | PRG            | 275          | 3,87         |             |             |
|                | Pierre Lo Monaco     | POI            | 86           | 1,21         |             |             |
|                |                      |                |              |              |             |             |
| Inscrits       | Inscrits             | Inscrits       | 15 477       | 100,00       | 15 477      | 100,00      |
| Abstentions    | Abstentions          | Abstentions    | 8 199        | 52,98        | 7 686       | 49,66       |
| Votants        | Votants              | Votants        | 7 278        | 47,02        | 7 791       | 50,34       |
| Blancs et nuls | Blancs et nuls       | Blancs et nuls | 178          | 2,45         | 387         | 4,97        |
| Exprimés       | Exprimés             | Exprimés       | 7 100        | 97,55        | 7 404       | 95,03       |

### Canton de Perros-Guirec
| Candidats      | Candidats        | Étiquette      | Premier tour | Premier tour | Second tour | Second tour |
| Candidats      | Candidats        | Étiquette      | Voix         | %            | Voix        | %           |
| -------------- | ---------------- | -------------- | ------------ | ------------ | ----------- | ----------- |
|                | Erven Léon       | M              | 4 199        | 39,59        | 4 987       | 44,80       |
|                | Sylvie Bourbigot | EÉLV-UDB       | 3 539        | 33,37        | 6 145       | 55,20       |
|                | François Bouriot | PRG            | 1 478        | 13,94        |             |             |
|                | Michel Le Gac    | FG (PCF)       | 1 389        | 13,10        |             |             |
|                |                  |                |              |              |             |             |
| Inscrits       | Inscrits         | Inscrits       | 22 891       | 100,00       | 22 890      | 100,00      |
| Abstentions    | Abstentions      | Abstentions    | 11 972       | 52,30        | 11 341      | 49,55       |
| Votants        | Votants          | Votants        | 10 919       | 47,70        | 11 549      | 50,45       |
| Blancs et nuls | Blancs et nuls   | Blancs et nuls | 314          | 2,88         | 417         | 3,61        |
| Exprimés       | Exprimés         | Exprimés       | 10 605       | 97,12        | 11 132      | 96,39       |

### Canton de Plélan-le-Petit
| Candidats      | Candidats        | Étiquette      | Premier tour | Premier tour | Second tour | Second tour |
| Candidats      | Candidats        | Étiquette      | Voix         | %            | Voix        | %           |
| -------------- | ---------------- | -------------- | ------------ | ------------ | ----------- | ----------- |
|                | Pascale Guilcher | DVG            | 912          | 37,38        | 1 357       | 55,61       |
|                | Michel Desbois   | M              | 905          | 37,09        | 1 083       | 44,39       |
|                | Didier Ibagne    | EÉLV-UDB       | 623          | 25,53        |             |             |
|                |                  |                |              |              |             |             |
| Inscrits       | Inscrits         | Inscrits       | 4 084        | 100,00       | 40844 084   | 100,00      |
| Abstentions    | Abstentions      | Abstentions    | 1 563        | 38,27        | 1 496       | 36,63       |
| Votants        | Votants          | Votants        | 2 521        | 61,73        | 2 588       | 63,37       |
| Blancs et nuls | Blancs et nuls   | Blancs et nuls | 81           | 3,21         | 148         | 5,72        |
| Exprimés       | Exprimés         | Exprimés       | 2 440        | 96,79        | 2 440       | 94,28       |

### Canton de Plérin
| Candidats      | Candidats      | Étiquette      | Premier tour | Premier tour | Second tour | Second tour |
| Candidats      | Candidats      | Étiquette      | Voix         | %            | Voix        | %           |
| -------------- | -------------- | -------------- | ------------ | ------------ | ----------- | ----------- |
|                | Paule Quéméré* | PS             | 3 095        | 42,91        | 4 326       | 58,14       |
|                | Denis Trémel   | M              | 2 703        | 37,48        | 3 115       | 41,86       |
|                | Didier Flageul | FG (PCF)       | 1 020        | 14,14        |             |             |
|                | Hervé Denis    | POI            | 394          | 5,46         |             |             |
|                |                |                |              |              |             |             |
| Inscrits       | Inscrits       | Inscrits       | 15 581       | 100,00       | 15 579      | 100,00      |
| Abstentions    | Abstentions    | Abstentions    | 8 032        | 51,55        | 7 710       | 49,49       |
| Votants        | Votants        | Votants        | 7 549        | 48,45        | 7 869       | 50,51       |
| Blancs et nuls | Blancs et nuls | Blancs et nuls | 337          | 4,46         | 428         | 5,44        |
| Exprimés       | Exprimés       | Exprimés       | 7 212        | 95,54        | 7 441       | 94,56       |

*sortant

### Canton de Plestin-les-Grèves
| Candidats      | Candidats           | Étiquette      | Premier tour | Premier tour | Second tour | Second tour |
| Candidats      | Candidats           | Étiquette      | Voix         | %            | Voix        | %           |
| -------------- | ------------------- | -------------- | ------------ | ------------ | ----------- | ----------- |
|                | Hervé Guélou        | M              | 1 714        | 36,73        | 2 165       | 44,81       |
|                | André Coent         | PS             | 1 455        | 31,18        | 2 666       | 55,19       |
|                | Jean-Claude Lamande | FG (PCF)       | 1 031        | 22,10        |             |             |
|                | Jacques Herrou      | Écolo.         | 466          | 9,99         |             |             |
|                |                     |                |              |              |             |             |
| Inscrits       | Inscrits            | Inscrits       | 8 104        | 100,00       | 8 103       | 100,00      |
| Abstentions    | Abstentions         | Abstentions    | 3 322        | 40,99        | 3 061       | 37,78       |
| Votants        | Votants             | Votants        | 4 782        | 59,01        | 5 042       | 62,22       |
| Blancs et nuls | Blancs et nuls      | Blancs et nuls | 116          | 2,43         | 211         | 4,18        |
| Exprimés       | Exprimés            | Exprimés       | 4 666        | 97,57        | 4 831       | 95,82       |

### Canton de Plouagat
| Candidats      | Candidats            | Étiquette      | Premier tour | Premier tour |
| Candidats      | Candidats            | Étiquette      | Voix         | %            |
| -------------- | -------------------- | -------------- | ------------ | ------------ |
|                | Jean-Pierre Le Goux* | DVD            | 1 515        | 54,59        |
|                | Olivier Boissière    | DVG            | 768          | 27,68        |
|                | Gwendal Rioual       | UDB            | 492          | 17,73        |
|                |                      |                |              |              |
| Inscrits       | Inscrits             | Inscrits       | 4 995        | 100,00       |
| Abstentions    | Abstentions          | Abstentions    | 2 112        | 42,28        |
| Votants        | Votants              | Votants        | 2 883        | 57,72        |
| Blancs et nuls | Blancs et nuls       | Blancs et nuls | 108          | 3,75         |
| Exprimés       | Exprimés             | Exprimés       | 2 775        | 96,25        |

*sortant

### Canton de Ploubalay
| Candidats      | Candidats             | Étiquette      | Premier tour | Premier tour | Second tour | Second tour |
| Candidats      | Candidats             | Étiquette      | Voix         | %            | Voix        | %           |
| -------------- | --------------------- | -------------- | ------------ | ------------ | ----------- | ----------- |
|                | Charles Josselin*     | PS             | 1 963        | 47,91        | 2 391       | 61,29       |
|                | Philippe Fourrier     | UMP            | 997          | 24,33        | 1 510       | 38,71       |
|                | Alain Hugues          | EÉLV-UDB       | 608          | 14,84        |             |             |
|                | Christophe Quaegebeur | FN             | 529          | 12,91        |             |             |
|                |                       |                |              |              |             |             |
| Inscrits       | Inscrits              | Inscrits       | 7 962        | 100,00       | 7 962       | 100,00      |
| Abstentions    | Abstentions           | Abstentions    | 3 743        | 47,01        | 3 780       | 47,48       |
| Votants        | Votants               | Votants        | 4 219        | 52,99        | 4 182       | 52,52       |
| Blancs et nuls | Blancs et nuls        | Blancs et nuls | 122          | 2,89         | 281         | 6,72        |
| Exprimés       | Exprimés              | Exprimés       | 4 097        | 97,11        | 3 901       | 93,28       |

*sortant

### Canton de Plouha
| Candidats      | Candidats           | Étiquette      | Premier tour | Premier tour | Second tour | Second tour |
| Candidats      | Candidats           | Étiquette      | Voix         | %            | Voix        | %           |
| -------------- | ------------------- | -------------- | ------------ | ------------ | ----------- | ----------- |
|                | Philippe Delsol*    | PS             | 1 320        | 43,44        | 1 777       | 55,67       |
|                | Éric Duval          | DVD            | 1 124        | 36,99        | 1 415       | 44,33       |
|                | François Rebours    | UDB-EÉLV       | 417          | 13,72        |             |             |
|                | Georges-André Petit | FG (PCF)       | 178          | 5,86         |             |             |
|                |                     |                |              |              |             |             |
| Inscrits       | Inscrits            | Inscrits       | 5 759        | 100,00       | 5 759       | 100,00      |
| Abstentions    | Abstentions         | Abstentions    | 2 629        | 45,65        | 2 433       | 42,25       |
| Votants        | Votants             | Votants        | 3 130        | 54,35        | 3 326       | 57,75       |
| Blancs et nuls | Blancs et nuls      | Blancs et nuls | 91           | 2,91         | 134         | 4,03        |
| Exprimés       | Exprimés            | Exprimés       | 3 039        | 97,09        | 3 192       | 95,97       |

*sortant

### Canton de Pontrieux
| Candidats      | Candidats         | Étiquette      | Premier tour | Premier tour |
| Candidats      | Candidats         | Étiquette      | Voix         | %            |
| -------------- | ----------------- | -------------- | ------------ | ------------ |
|                | Vincent Le Meaux* | PS             | 1 933        | 59,85        |
|                | Guy Connan        | M              | 1 173        | 36,32        |
|                | Juan Pomares      | FG (PCF)       | 124          | 3,84         |
|                |                   |                |              |              |
| Inscrits       | Inscrits          | Inscrits       | 4 974        | 100,00       |
| Abstentions    | Abstentions       | Abstentions    | 1 680        | 33,78        |
| Votants        | Votants           | Votants        | 3 294        | 66,22        |
| Blancs et nuls | Blancs et nuls    | Blancs et nuls | 64           | 1,94         |
| Exprimés       | Exprimés          | Exprimés       | 3 230        | 98,06        |

*sortant

### Canton de la Roche-Derrien
| Candidats      | Candidats         | Étiquette      | Premier tour | Premier tour |
| Candidats      | Candidats         | Étiquette      | Voix         | %            |
| -------------- | ----------------- | -------------- | ------------ | ------------ |
|                | Janine Le Béchec* | PS             | 1 504        | 69,82        |
|                | Serge Jahan       | UDB-EÉLV       | 327          | 15,18        |
|                | Michel Toupin     | FG (PCF)       | 323          | 15,00        |
|                |                   |                |              |              |
| Inscrits       | Inscrits          | Inscrits       | 4 893        | 100,00       |
| Abstentions    | Abstentions       | Abstentions    | 2 409        | 49,23        |
| Votants        | Votants           | Votants        | 2 484        | 50,77        |
| Blancs et nuls | Blancs et nuls    | Blancs et nuls | 330          | 13,29        |
| Exprimés       | Exprimés          | Exprimés       | 2 154        | 86,71        |

*sortant

### Canton de Rostrenen
| Candidats      | Candidats             | Étiquette      | Premier tour | Premier tour | Second tour | Second tour |
| Candidats      | Candidats             | Étiquette      | Voix         | %            | Voix        | %           |
| -------------- | --------------------- | -------------- | ------------ | ------------ | ----------- | ----------- |
|                | Alain Guéguen         | PS             | 1 556        | 40,18        | 2 346       | 67,47       |
|                | Ange Herviou          | FG (PCF)       | 1 107        | 28,58        |             |             |
|                | Fabienne Perrot       | M              | 845          | 21,82        | 1 131       | 32,53       |
|                | Marie-Jeanne Templier | EÉLV-UDB       | 365          | 9,42         |             |             |
|                |                       |                |              |              |             |             |
| Inscrits       | Inscrits              | Inscrits       | 6 331        | 100,00       | 6 328       | 100,00      |
| Abstentions    | Abstentions           | Abstentions    | 2 379        | 37,58        | 2 556       | 40,39       |
| Votants        | Votants               | Votants        | 3 952        | 62,42        | 3 772       | 59,61       |
| Blancs et nuls | Blancs et nuls        | Blancs et nuls | 79           | 2,00         | 295         | 7,82        |
| Exprimés       | Exprimés              | Exprimés       | 3 873        | 98,00        | 3 477       | 92,18       |

### Canton de Saint-Brieuc-Ouest
| Candidats      | Candidats           | Étiquette      | Premier tour | Premier tour | Second tour | Second tour |
| Candidats      | Candidats           | Étiquette      | Voix         | %            | Voix        | %           |
| -------------- | ------------------- | -------------- | ------------ | ------------ | ----------- | ----------- |
|                | Michel Brémont*     | PS             | 1 414        | 29,42        | 2 559       | 52,97       |
|                | Gérard Blégean      | MoDem          | 1 362        | 28,33        | 2 272       | 47,03       |
|                | Marc Boivin         | EÉLV-UDB       | 592          | 12,32        |             |             |
|                | Thierry Simelière   | M              | 502          | 10,44        |             |             |
|                | Pierre-Marie Launay | FN             | 420          | 8,74         |             |             |
|                | Yannick Le Cam      | FG (PCF)       | 361          | 7,51         |             |             |
|                | Samuel Burlot       | NPA            | 156          | 3,25         |             |             |
|                |                     |                |              |              |             |             |
| Inscrits       | Inscrits            | Inscrits       | 11 643       | 100,00       | 11 643      | 100,00      |
| Abstentions    | Abstentions         | Abstentions    | 6 753        | 58,00        | 6 573       | 56,45       |
| Votants        | Votants             | Votants        | 4 890        | 42,00        | 5 070       | 43,55       |
| Blancs et nuls | Blancs et nuls      | Blancs et nuls | 83           | 1,70         | 239         | 4,71        |
| Exprimés       | Exprimés            | Exprimés       | 4 807        | 98,30        | 4 831       | 95,29       |

*sortant

### Canton de Saint-Nicolas-du-Pélem
| Candidats      | Candidats         | Étiquette      | Premier tour | Premier tour |
| Candidats      | Candidats         | Étiquette      | Voix         | %            |
| -------------- | ----------------- | -------------- | ------------ | ------------ |
|                | Michel Connan *   | FG (PCF)       | 1 002        | 54,81        |
|                | Jean-Noël Quelven | DVG            | 826          | 45,19        |
|                |                   |                |              |              |
| Inscrits       | Inscrits          | Inscrits       | 2 989        | 100,00       |
| Abstentions    | Abstentions       | Abstentions    | 1 062        | 35,53        |
| Votants        | Votants           | Votants        | 1 927        | 64,47        |
| Blancs et nuls | Blancs et nuls    | Blancs et nuls | 99           | 5,14         |
| Exprimés       | Exprimés          | Exprimés       | 1 828        | 94,86        |

*sortant